# Ekopark Piteälven

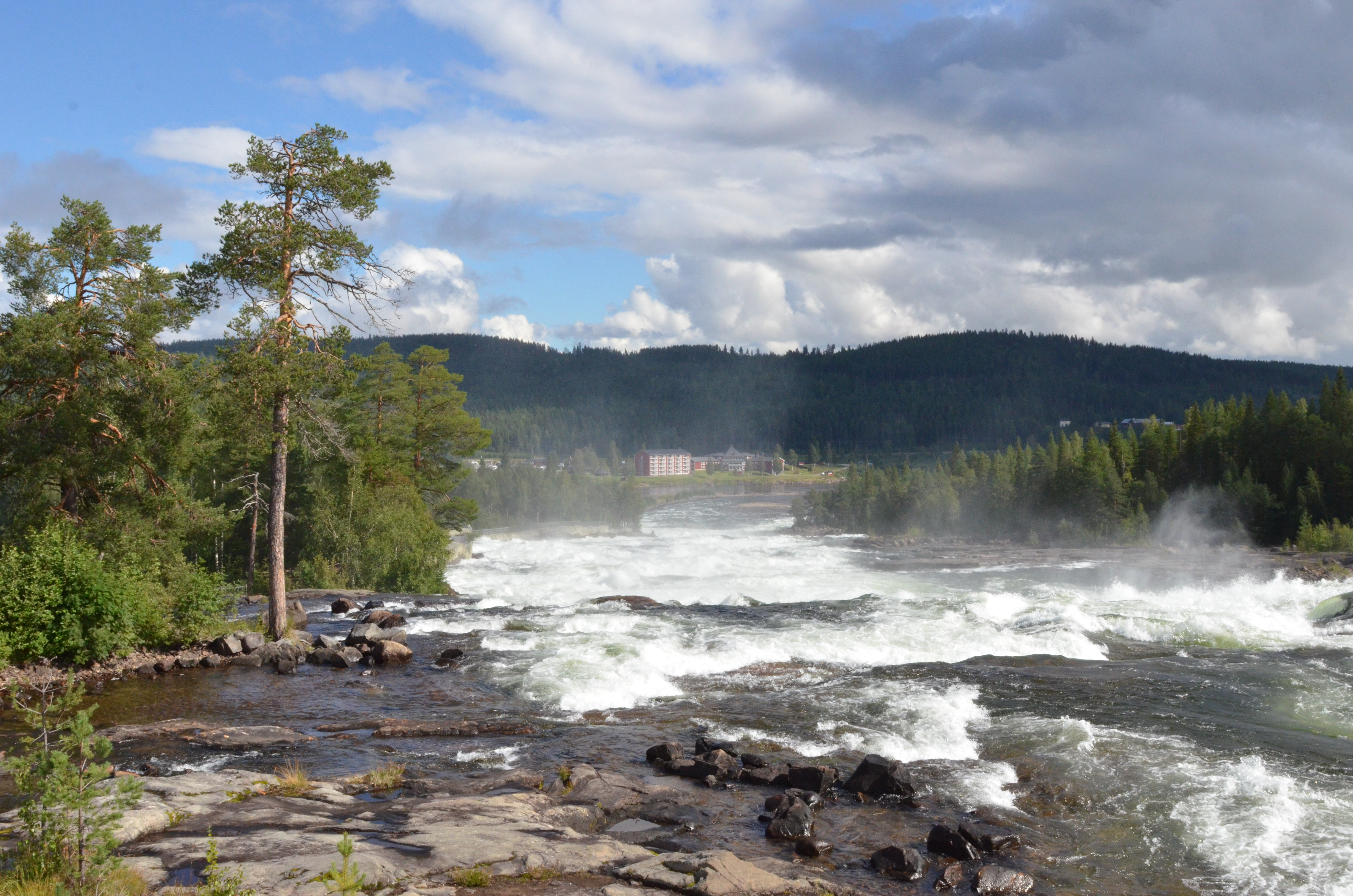
Storforsen ingår i Ekopark Piteälven.

Ekopark Piteälven är med en längd av cirka 80 km Sveriges längsta ekopark. Den täcker en yta av 10 300 hektar.
Parken sträcker sig längs Pite älv med start cirka 40 km norr om Älvsbyn. Den sydöstligaste delen utgörs av naturreservatet Storforsen. I parken förekommer bland annat de sällsynta svamparna bombmurkla (Sarcosoma globosum) och violgubbe (Gomphus clavatus) samt flodpärlmusslan som kan bli över 250 år gammal. Ekoparken förvaltas av Sveaskog och Statens fastighetsverk. Cirka hälften av skogsytan brukas inte.
I parken hittas även flera kulturhistoriska lämningar som rester av öppna eldstäder, kokgropar och gropar för fångst av bytesdjur. Andra föremål bevittnar tiden där flottning bedrevs på floden mellan 1800-talet och början av 1980-talet.
Innan området blev ekopark hade antalet skogsbränder minskat men några djur som olika skalbaggar och hackspettar behöver med jämna mellanrum skogsbränder. Därför anlades under sommaren 2014 en brand i en del av parken.